# Аналитическая психология
Аналитическая психология — одно из психодинамических направлений, основателем которого является швейцарский психолог и культуролог Карл Густав Юнг. Это направление родственно психоанализу, однако имеет существенные отличия. Его суть заключается в осмыслении и интеграции глубинных сил и мотиваций, стоящих за человеческим поведением, посредством изучения феноменологии сновидений, фольклора и мифологии. Аналитическая психология опирается на представление о существовании бессознательной сферы личности, являющейся источником целительных сил и развития индивидуальности.
В основе этого учения лежит понятие коллективного бессознательного, в котором нашли отражение данные антропологии, этнографии, истории культуры и религии, проанализированные Юнгом в аспекте биологической эволюции и культурно-исторического развития, и которое проявляется в психике индивида. В отличие от естественно-научного подхода экспериментальной психологии, аналитическая психология рассматривает не абстрактного изолированного индивида, а индивидуальную психику как опосредованную культурными формами и тесно связанную с психикой коллективной.

## Развитие

### Классическая школа (юнгианский период развития аналитической психологии)

#### Структура и содержание психики
Цельность психики, согласно Юнгу, не охватывается только сознанием. Человек не рождается совершенно новым созданием — его сознание развилось и вышло, как исторически, так и индивидуально, из изначальной бессознательности.
При этом, особенность психологии состоит в том, что здесь психика, будучи объектом наблюдения, в то же время является его субъектом, средством, благодаря которому мы производим эти наблюдения. Бессознательное, уходящее корнями в древность и имеющее неизвестную нам природу и границы, всегда выражается через сознание и в терминах сознания.
Сознание является, по преимуществу, продуктом восприятия и ориентации во внешнем мире. Сознание определяется Юнгом как соотношение психических фактов и Эго. Эго — это комплекс психических факторов, конструированный прежде всего общей осведомлённостью относительно своего тела, своего существования и затем данными памяти; у человека есть определённая идея о его прошлом бытии, определённые наборы (серии) памяти. Эти две составляющие и есть главные конституэнты Эго. Этот комплекс обладает мощным магнетизмом: он притягивает то, что содержится в бессознательном, и также притягивает впечатления извне.
В сознании различаются две составляющие:
1. Эктопсихическая система — связывает человека с внешними фактами.
К эктопсихическим функциям относятся:
ощущение — говорит нам о том, что вещь есть;
мышление — о том, что это за вещь;
чувство — о том, какова ценность этой вещи для нас;
интуиция — предвосхищение, которое открывает нам то, что происходит «за углом».
Под влиянием доминирующей функции складывается индивидуальный психологический тип. Так, думая, мы должны исключать всякие чувства, и, наоборот, тот, кто руководствуется чувствами, пренебрегает разумными доводами. То же самое происходит в случае с парой ощущение-интуиция: невозможно воспринимать физические факты и возможности и одновременно «заглядывать за угол».
Подчинённая функция всегда соответствует архаической части нашей личности — в своей подчинённой функции мы всегда уязвимы. С другой стороны, мы цивилизованы в своей дифференцированной функции — в её пределах мы обладаем свободой воли, тогда как в рамках подчинённой функции мы ограничены.
2. Эндопсихическая система — включает элементы внутреннего характера.
К эндопсихическим функциям относятся:
память — это некий носитель, который накапливает информацию путём отбора нужной и ненужной;
эмоции и инспирации — овладевают человеком, меняют его физиологическое состояние;
инвазия — полное господство бессознательной стороны психики, минимальный сознательный контроль. «Между поэтическим вдохновением и инвазией нет никакой разницы, и поэтому я избегаю слова „патология“». Благодаря эндопсихической системе мы соприкасаемся с бессознательным. Бессознательные процессы недоступны непосредственному наблюдению; однако их продукты, пересекающие порог сознания, можно подразделить на два класса:
- индивидуальное бессознательное — элементы, происходящие от инстинктивных процессов и приобретённые личным опытом (в том числе забытые, вытесненные, творческие содержания и т. д.);
- коллективное бессознательное — общая для всех людей часть бессознательного, свойственная человечеству в целом. Это совокупность архетипов, проявляющихся в сказках, мифах, легендах, в фольклоре. Например, сюда относятся образы Героя, Спасителя, Дракона, мотивы двойного рождения, непорочного зачатия и др.[6]

Индивидуальное бессознательное — это та часть psyche, где находится материал, который с таким же успехом мог бы находиться и в сознании — сфера его действия может быть сужена практически до нуля. Сфера архетипического вообще не может быть осознана. Её предполагаемые содержания появляются в форме образов, которые можно понять, лишь сопоставляя их с историческими параллелями. Если в распоряжении не будет параллелей, не получится интегрировать эти содержания в сознание, они останутся в состоянии проекции.

#### Методы исследования и работы с бессознательным
Юнг неоднократно отмечает, что мы не знаем, как далеко простирается бессознательное. Самая большая глубина, какой можно достичь в ходе исследования бессознательного, — это тот слой души, в котором человек перестаёт быть отдельным индивидом и его душа сливается с душой человечества — душой не сознательной, а бессознательной, где все люди одинаковы.
При исследовании бессознательного Юнг использовал три метода:
1) ассоциативный тест: в эксперименте используется длинный список слов, на которые тестируемый реагирует ассоциациями. Услышав слово-стимул, тестируемый должен как можно быстрее назвать первое слово, пришедшее ему в голову. Секундомером фиксируется время каждой реакции. Через, например, сто слов, слова-стимулы повторяются, а тестируемый должен воспроизвести свои прежние ответы.
Ошибки в повторении ассоциации, задержка ответа и др. типы нарушений реакции на слова-стимулы часто свидетельствуют о болезненной обострённости чувств по отношению к этим словам. Например, тот, у кого комплекс на почве денег, будет задет словами «купить», «уплатить», «деньги» и т. п. Это на бессознательном уровне искажает реакцию и не подлежит контролю со стороны воли. Чтобы узнать, что беспокоит человека, нужно просто прочесть слова, вызвавшие беспокойство, и попытаться связать их воедино.

2) анализ сновидений: сопоставление серии снов (например, двадцати или ста) может показать процесс, протекающий в бессознательном от ночи к ночи. При этом отдельно взятый сон может быть проинтерпретирован произвольно.
Я обращаюсь со сном так, будто это текст, который я недостаточно понимаю. Моя идея заключается в том, что сон как высказывание не абсолютная бессмыслица, что он ничего не утаивает; мы просто не понимаем его языка. Точно так же, когда вам кажется, что пациент что-то путает, это совсем не обязательно означает, что он действительно запутался, но означает, что врач не понимает его материал. Предположение, что сон хочет что-то утаить, является простой антропоморфизацией.
Согласно Юнгу, сны являются естественной реакцией саморегулирующейся психической системы на нашу сознательную позицию, когда бессознательное даёт знать о нарушении равновесия, подобно реакции тела на переедание или недоедания:
Сны являются свидетельством (или, если угодно, симптомом) того, что индивид пребывает в разногласии с бессознательным, что где-то он сбился со своей тропы. В какой-то момент он стал жертвой собственных амбиций и нелепых прожектов, и если он будет продолжать не замечать этого, пропасть будет расти, пока он не сорвётся в неё.
Некоторые мотивы снов своим источником имеют индивидуальный опыт. Часто бессознательное говорит о каком-нибудь комплексе, который беспокоит человека, иногда персонифицируя этот комплекс в сновидениях. Другие мотивы находятся целиком за пределами нашего опыта, будучи продуктом коллективного бессознательного.
Для разбора содержания сна Юнг использовал метод амплификации. Этот метод состоит в поисках параллелей: как в случае с никогда не встречавшимся словом исследователь ищет текстовые параллели со схожими словами, так психоаналитик ищет схожие с образом пациента мотивы в истории, литературе, искусстве и т. д.
Затем нужно найти контекст, психическую основу рассматриваемого мотива из сна. Если сон явно построен на индивидуальном материале, обязательно следует обратиться к индивидуальным ассоциациям пациента (например, какие чувства у него вызывает приснившийся «простой крестьянский дом»); если же у сна главным образом мифологическая структура, он говорит на универсальном языке, и можно отыскать параллели для того, чтобы достроить контекст. Поиск параллелей для образов коллективного бессознательного почти всегда связан с привлечением религиозных, мифологических и фольклорных материалов, которые полны подобного символизма.

Пациент выздоравливает, когда ситуация, лежащая в основе психического заболевания, находит правильное выражение, то есть исчезает проекция субъективных переживаний на объективные предметы. Юнг замечал, что все активированные содержания бессознательного имеют тенденцию являться в проекции, которая совершается бессознательно без участия нашей воли. Если перенос прекращается, тогда вся энергия проекции, которая до этого попусту растрачивалась, становится достоянием субъекта.
Трансфер должен быть устранён, и обращаться с ним аналитик должен как с любой другой проекцией. Практически это означает: вам следует сделать так, чтобы пациент осознал субъективную ценность индивидуальных и внеиндивидуальных (архетипических) содержаний своего трансфера.
Проекции индивидуальных образов могут быть устранены простыми разумными доводами и здравым смыслом, тогда как власть внеиндивидуальных образов одним лишь разумом не разрушить. Дело в том, что архетипические образы должны проецироваться, так как иначе они переполняют сознание; поэтому проблема заключается в том, чтобы найти формы, способные их вместить. Для разрешения архетипических проекций Юнг развил способ, называемый им индивидуацией.
3) активное воображение: сосредоточение внимания на выбранном образе с последующим бессознательным развитием картины. Когда пациент концентрируется на чём-то и отходит от сознательного размышления и даёт волю своему воображению, бессознательное подаёт идеи и представляет материал, который в некоторых случаях может быть полезен для психоаналитика.
Случается, что пациенты приходят к тому, что определённый материал должен быть запечатлён посредством схемы, рисунка, пластического оформления и т. п. Если рисунки явно демонстрируют внеиндивидуальное содержание, то также следует применить метод сопоставления с имеющимся в мировом наследии материалом. Таким образом, в качестве типичных, повторяющихся способов выражения человеческой психики, пациент способен уяснить значение возникающих у него архетипических образов.

#### Цель психотерапии
По Юнгу, цель психотерапии состоит в таком усовершенствовании личности и в формировании её в целостность, при котором происходит гармонизация и сотрудничество сознания и бессознательного. Эта задача относится к иррациональной стороне жизни и имеет дело с определёнными символами, так как именно в них осуществляется объединение сознательных и бессознательных содержаний.

## Общие положения
В качестве единицы анализа психики Юнг предложил понятие архетипа как надперсональной врождённой модели восприятия, мышления и переживания на различных уровнях психики человека: животном, общечеловеческом, родовом, семейном и индивидуальном. Энергетика архетипа обусловлена тем, что он является реализацией либидо — универсальной психической энергии, которая — в отличие от концепции либидо Фрейда — не имеет собственной определённой окраски (например, сексуальной), а может иметь различные проявления в разных областях жизни человека. В процессе личного исследования собственной психики — анализа, человек встречается со своим бессознательным через понимание символов, которые можно встретить во всех сферах жизни: в сновидениях, искусстве, религии, отношениях с другими людьми. Символический язык бессознательного следует изучать и понимать с привлечением данных мифологии, этнологии, религиоведения. Внимание и открытость к этим процессам гармонизирует жизнь человека.
Юнг также дал описание экстравертной (направленной преимущественно на внешний мир) и интровертной (направленной на внутренний, субъективный мир) установок и четырёх основных психических функций (мышление, чувство, ощущение, интуиция), по роли которых в индивидуальной психике выделяются типы личности.
Невроз с точки зрения аналитической психологии — это результат дисгармоничных отношений между индивидуальным сознанием и архетипическими содержаниями. Цель психотерапии состоит в том, чтобы помочь индивиду установить (или восстановить) здоровую связь с бессознательным. Это означает, что сознание не должно быть ни поглощено бессознательными содержаниями (что определяется как состояние психоза), ни изолировано от них. Встреча сознания с символическими посланиями бессознательного обогащает жизнь и способствует психологическому развитию. Юнг считал процесс психологического роста и созревания (который он называл индивидуацией) ключевым процессом жизни каждого отдельного человека и общества в целом.
Для движения по пути индивидуации человеку следует допустить встречу с чем-то в своей личности, что находится за пределами Эго. Этому способствует работа со сновидениями, знакомство с религиями и различными духовными практиками и критическое отношение к социальным закономерностям (а не слепое нерефлексивное следование привычным нормам, убеждениям, стереотипам).
Производными аналитической психологии являются:
- Архетипическая психология[10]
- Юнгианская символдрама (кататимно-имагинативная терапия)
- Юнгианская арт-терапия
- Юнгианская психодрама[11]
- Процессуально ориентированная терапия
- Песочная терапия[12]
- Неоэриксонианский гипноз[13]
- Юнгианская типология[14]

## Основные понятия

### Бессознательное
Аналитическая психология опирается на предположение о существовании индивидуального бессознательного как мощной составляющей человеческой души. Устойчивый контакт между сознанием и бессознательным в индивидуальной психике необходим для её целостности.
Другое ключевое допущение заключается в том, что сновидения демонстрируют мысли, убеждения и чувства, которые иначе остаются неосознанными для индивида, но стремятся к этому, и что этот материал выражается в том, как человек описывает визуальные образы. Оставаясь неосознанным, этот материал содержится в бессознательном, и сновидения являются одним из основных средств выражения этого материала.
Аналитическая психология различает индивидуальное (личное) и коллективное бессознательное (см. далее).
Коллективное бессознательное содержит архетипы, общие для всех людей. Это означает, что в процессе индивидуации могут всплывать символы, не имеющие прямого отношения к непосредственному опыту конкретного человека. Эти содержания являются скорее ответами на более глубокие вопросы человечества: жизнь, смерть, смысл, счастье, страх. Эти и другие понятия могут актуализироваться и быть интегрированными личностью.

### Коллективное бессознательное
Концепция Юнга о коллективном бессознательном зачастую понимается неверно. Чтобы понять эту концепцию, важно понять смысл архетипов.
Архетипы коллективного бессознательного можно представить как ДНК человеческой души. Все человеческие существа имеют общую физическую наследственность и предрасположенность к примерно определённым физическим формам (например, иметь две руки, одно сердце), и точно так же все мы имеем врождённые психологические предрасположенности в виде архетипов, которые и образуют коллективное бессознательное.
По контрасту с объективным миром субъективная реальность архетипов не может быть полностью измерена количественными методами исследования. Она может быть лишь открыта через исследование символической коммуникации человеческой души — в искусстве, сновидениях, религии, мифе и в рисунке человеческих отношений и поведения. Юнг посвятил свою жизнь задаче открытия и понимания коллективного бессознательного, он предполагал, что определённая символическая тематика существует во всех культурах, всех эпохах и в каждом отдельном человеке.

### Архетипы
Юнг ввёл понятие психологического архетипа в 1919 году в работе «Инстинкт и бессознательное». В его понимании архетипы — это врождённые универсальные прототипы идей, и они могут быть использованы для интерпретации результатов исследований. Группа воспоминаний и связей вокруг архетипа называется комплексом. Например, материнский комплекс связан с материнским архетипом. Юнг рассматривал архетипы как психологические органы, по аналогии с органами тела, так как в тех и других есть морфологические задатки, которые проявляются в ходе развития.

#### Самость
Самость — архетип порядка, являющийся центром целостности сознательного и бессознательного душевного бытия человека, принципом их объединения и отграничения от остального мира.

#### Тень
Тень — это бессознательный комплекс, под которым подразумевают подавленные, вытесненные или отчуждённые свойства сознательной части личности. В аналитической психологии принято выделять как созидательные, так и деструктивные аспекты Тени человека.
В деструктивном аспекте Тень представляет собой то, что человек не принимает в себе самом. Например, человек, считающий себя добрым, обладает теневыми качествами грубости или злобности. И наоборот, у жёсткого по характеру человека в Тени остаётся нежность, чувствительность.
В конструктивном аспекте Тень представляет собой положительные, полезные качества. О них говорят как о «золоте Тени».
Юнг подчёркивал, как важно понимать теневые содержания и включать их в сознание, чтобы избежать ситуации, когда теневые качества человек проецирует на окружающих (присваивает им).
В сновидениях Тень часто бывает представлена в виде тёмной фигуры того же пола, что и сам сновидец.
По Юнгу, человек обходится с Тенью четырьмя способами: отрицание, проекция, интеграция и/или трансформация.

#### Анима и анимус
Анима и анимус — архетипы, связанные с мужским и женским полом.

#### Персона (Маска)
Маска — архетип, представляющий собой социальную роль, которую человек играет, выполняя требования, обращённые к нему со стороны общества, публичное лицо личности, воспринимаемое окружающими, она скрывает уязвимые и болезненные места, слабости, недостатки, интимные подробности, а иногда и суть личности человека.

### Самореализация и невротизм
Врождённая потребность в самореализации подталкивает людей к тому, чтобы обнаружить и интегрировать отброшенный материал. Этот естественный процесс называется индивидуацией, то есть процессом становления индивидуальности.
По Юнгу, самореализация может проходить в два этапа. В первой половине жизни человек отделяется от сообщества, пытается создать собственную идентичность (Я). Поэтому в молодых людях бывает много деструктивности, а отношения подростка к родителям часто полны враждебности. Юнг также говорил, что мы проходим через «второй пубертат» около 35-40 лет, когда переносим акцент с материальных ценностей, сексуальности, деторождения на ценности общности и духовности.
Во второй половине жизни человек воссоединяется с человеческим родом, снова становится его частью. В это время взрослый человек начинает с большей охотой делиться чем-то с другими (добровольно посвящать своё время общим делам, заниматься строительством, садоводством, искусством), чем разрушать. В этот период он обращает больше внимания на свои чувства — осознаваемые и не осознаваемые. По наблюдению Юнга, молодой человек редко мог бы сказать «Я злюсь» или «Мне грустно», так как это подразумевало бы присоединение к общечеловеческому опыту, к которому он обычно приходит в более зрелые, мудрые года. Для молодости характерна тема поиска своей настоящей сути, а для целостной личности ведущей является идея вклада в общий опыт.
Юнг предполагал, что конечная цель коллективного бессознательного и самореализации — достижение высочайшего, то есть духовного уровня опыта.
Также он считал, что если человек не продвигается по пути самопознания, возникают невротические симптомы, в том числе такие широко известные, как фобия,фетишизм или депрессия.